# Carrera de vallas
Las carreras de vallas son carreras de velocidad en las que los competidores deben superar una serie de barreras de madera y metal (o plástico y vidrio) llamadas vallas. Las distancias de la casa con las vallas, así como las alturas, varían según la distancia de la prueba, el sexo y la edad de los atletas, es decir que los atletas tienen que pasar las vallas impulsando con las piernas. Al romper una valla automáticamente quedaran fuera de dicha competencia.
A principios del siglo XIX, los competidores corrían y saltaban por encima de cada valla, pasaban la valla, luego aterrizaban sobre ambos pies y controlando su movimiento hacia delante. En la actualidad, los patrones de paso dominantes son el de 3 pasos para las vallas altas, el de 7 pasos para las vallas bajas y el de 15 pasos para las vallas intermedias. Las vallas son una forma muy especializada de carreras de obstáculos, y forman parte del deporte de atletismo. En las pruebas de vallas, las vallas se colocan a alturas y distancias medidas con precisión. Cada atleta debe pasar por encima de las vallas; pasar por debajo de las vallas o derribarlas intencionadamente resulta en la descalificación.
El derribo accidental de las vallas no es causa de descalificación, pero las vallas están ponderadas para que hacerlo sea desventajoso. En 1902 la compañía de equipos Spalding comenzó a comercializar el Foster Patent Safety Hurdle, una valla de madera.  En 1923 algunas vallas de madera pesaban 16 libras cada una. 
El diseño de la valla se mejoró en 1935, cuando se desarrolló la valla en forma de L. Con esta forma, el atleta podía golpear la valla y ésta se inclinaría hacia abajo, despejando el camino del atleta.Las pruebas de vallas más destacadas son 110 metros vallas para los hombres, 100 metros vallas para las mujeres, y 400 metros vallas (ambos sexos) - estas tres distancias se disputan en los Olimpiadas de Verano y en los Campeonatos Mundiales de Atletismo. Las dos distancias más cortas tienen lugar en la recta de una pista de atletismo, mientras que la versión de 400 m cubre una vuelta completa de una pista ovalada estándar. Las pruebas sobre distancias más cortas también se celebran habitualmente en los eventos de atletismo en pista cubierta, y van desde los 50 metros vallas en adelante. Históricamente, las mujeres competían en los 80 metros vallas en los Juegos Olímpicos de mediados del siglo XX. Las carreras de vallas también forman parte de las competiciones de pruebas combinadas, incluyendo el decatlón y el heptatlón.
En las carreras de atletismo, las vallas suelen medir entre 68 y 107 cm de altura (o entre 27 y 42 pulgadas), dependiendo de la edad y el sexo del vallista. Las pruebas de 50 a 110 metros se conocen técnicamente como carreras de vallas altas, mientras que las competiciones más largas son carreras de vallas bajas. Las pruebas de vallas en pista son formas de competiciones de sprint, aunque la versión de 400 m es de naturaleza menos anaeróbico y exige cualidades atléticas similares a las de la carrera de 800 metros planos.
También se puede encontrar una técnica de vallas en la steeplechase, aunque en esta prueba también se permite a los atletas pisar la barrera para despejarla. De forma similar, en la carrera a campo traviesa los atletas pueden saltar varios obstáculos naturales, como troncos, montículos de tierra y pequeños arroyos - esto representa el origen deportivo de las pruebas modernas. Las carreras de caballos tienen su variante propia de las carreras de vallas, con principios similares.
Estas carreras requieren una buena técnica para pasar la valla lo más rápido posible, sin tirarla ni salirse de la calle, manteniendo la estabilidad y velocidad para continuar la carrera. La técnica para pasar las vallas suele ser la misma para las carreras más cortas que para las largas. Consiste en atacar la valla con una pierna estirada en dirección a la misma e impulsando con la otra; haciendo una rotación del tronco y ayudándose de los brazos, se recoge la otra por encima de la valla; el primer contacto con el suelo una vez pasada la valla se hace con el pie de ataque que continúa la carrera para atacar la siguiente.

## Historia
Sus inicios hay que buscarlos a mediados del siglo XIX en la universidad de Oxford en 1850 cuando algunos de sus estudiantes organizaron una carrera donde debían superar 10 vallas. En el año 1888, Francia reglamenta esta competición fijando una distancia de carrera de vallas a 110 metros iniciando así las competencias reglamentadas de la prueba. 
La prueba de los 110 m vallas masculina se disputa en los Juegos Olímpicos desde su primera edición celebrada en Atenas en 1896. Las carreras femeninas de vallas se incluyeron más tarde: 100 m desde Múnich 1972 y 400 m desde Los Ángeles 1984.

## Altura y espaciado de las vallas

### Juegos Olímpicos y Campeonatos Mundiales
Estas son las medidas actualmente vigentes en Juegos Olímpicos y Campeonatos Mundiales.

### Categoría masculina
- 60 metros vallas - 1,067 (pista cubierta).
- 100 metros vallas - 1,065 metros.
- 110 metros vallas - 1,067 metros.
- 400 metros vallas - 0,914 metros.

### Categoría femenina
- 60 metros vallas - 0.84 metros[2] (pista cubierta)
- 100 metros vallas - 0,84 metros[2]
- 400 metros vallas - 0,76 metros[2]

### Otras competencias
Hay cinco alturas de vallas en la mayoría de las vallas estándar. La posición más alta (a veces "alta universitaria" o "alta abierta") se utiliza para las carreras de vallas de velocidad masculinas (60 m, y 110 m), que son 42 pulgadas (106,7 cm).  El siguiente más alto, (a veces "high school high"
) 39 pulgadas (99,1 cm) es utilizado por los hombres veteranos menores de 50 años, y los chicos más jóvenes.  La posición intermedia de 36 pulgadas (91,44 cm), (a veces "intermedia") que se utiliza para las carreras de vallas largas masculinas (400 m), además de algunas divisiones de edad de jóvenes y veteranos.  La posición inmediatamente inferior, 33 pulgadas (83,8 cm) se denomina "alta femenina" que se utiliza para las carreras de vallas cortas femeninas. La posición más baja, llamada "valla baja" 30 pulgadas (76,2 cm) se utiliza para las carreras de vallas largas femeninas, además de muchas carreras de jóvenes y veteranos.  Algunas carreras exigen 68,6 cm para las pruebas de jóvenes o veteranos. Las vallas que van a esta posición son poco frecuentes y destacan por tener una sexta posición.

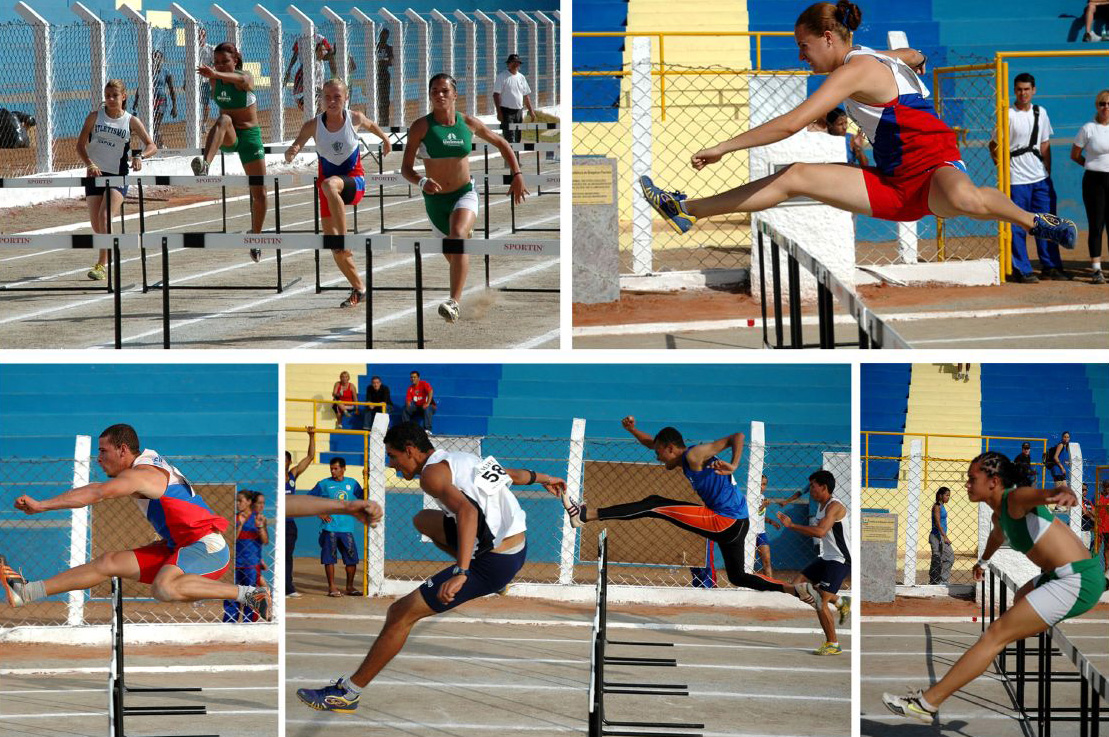
Una secuencia de vallas

En las carreras de vallas de velocidad para hombres, independientemente de la longitud de la carrera, la primera valla está a 13,72 m (45 pies) de la línea de salida y la distancia entre vallas es de 9,14 m (30 pies).  En las carreras de vallas para mujeres, la primera valla está a 13 m (42' 74/5") de la línea de salida y la distancia entre vallas es de 8,5 m (27' 103/5").  En las pruebas de vallas largas, ya sean masculinas o femeninas, la primera valla está a 45 m (147' 7,70") de la línea de salida y la distancia entre vallas es de 35 m (114' 10").  La mayoría de las carreras que son más cortas que la distancia estándar (como las carreras en pista cubierta) simplemente se corren sobre menos vallas, pero utilizan las mismas distancias desde la línea de salida. Hay variaciones en la altura de las vallas y el espaciamiento para los grupos de edad de los atletas que compiten.

## Técnica

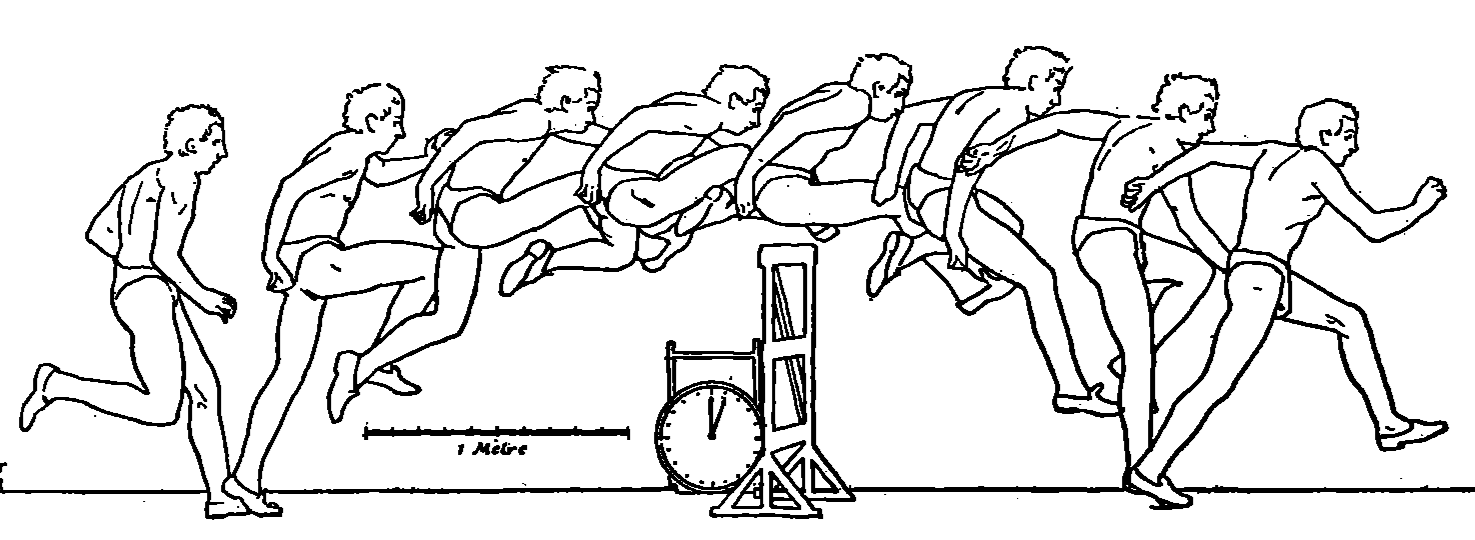
Una secuencia que muestra la carrera de vallas, de 1900. Hoy en día se aconseja una distancia a la primera valla de más de 1 m.

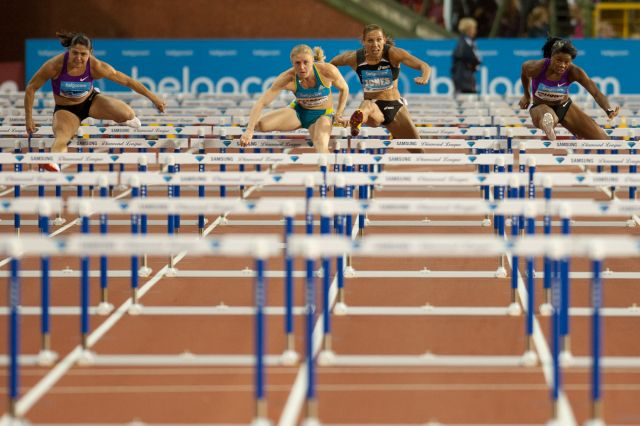
100 m vallas en el Memorial Van Damme 2010. Priscilla Lopes-Schliep, Sally Pearson, Lolo Jones y Perdita Felicien.

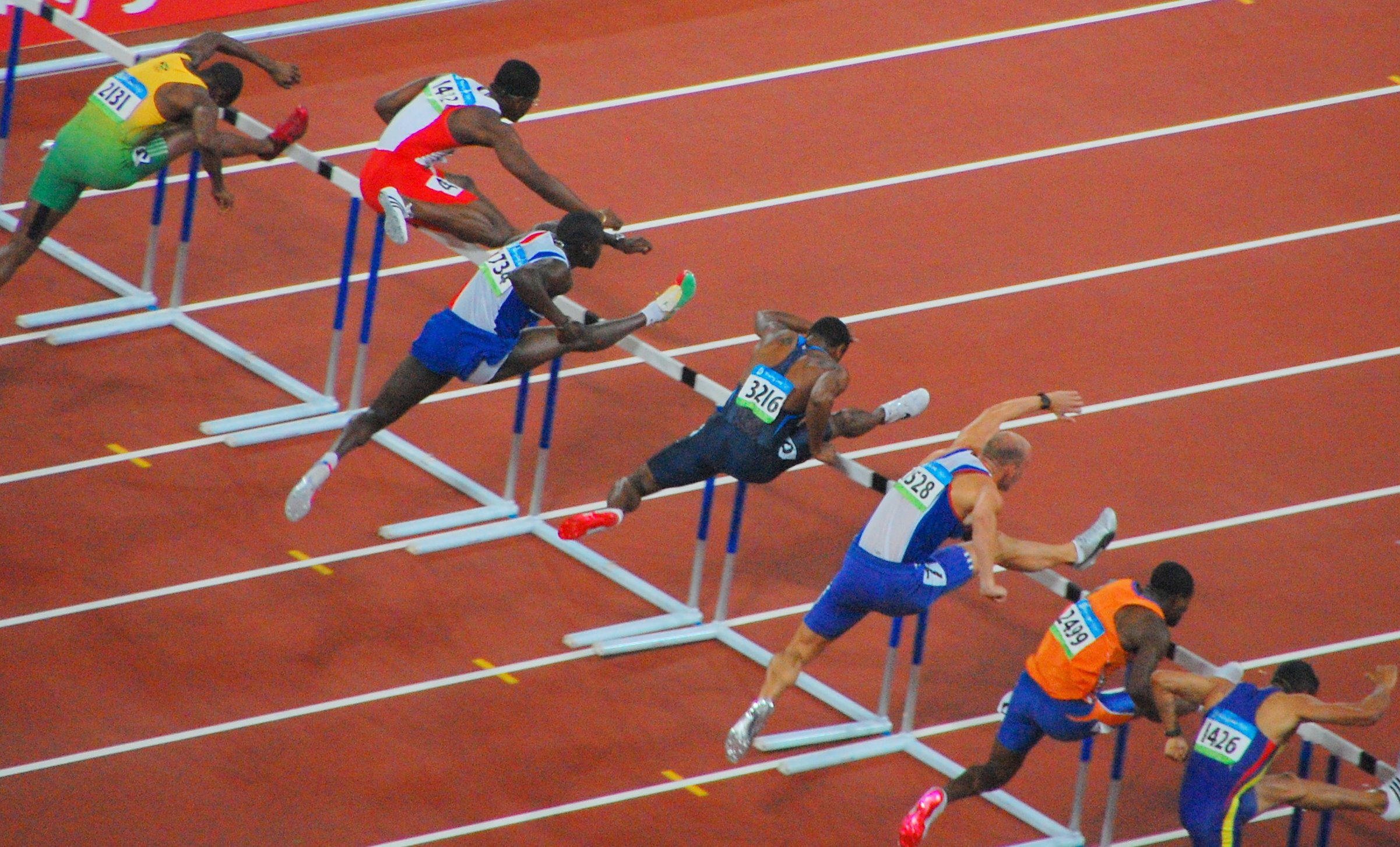
Olimpiadas de verano de 2008 - 110 m vallas masculino - Semifinal 1.

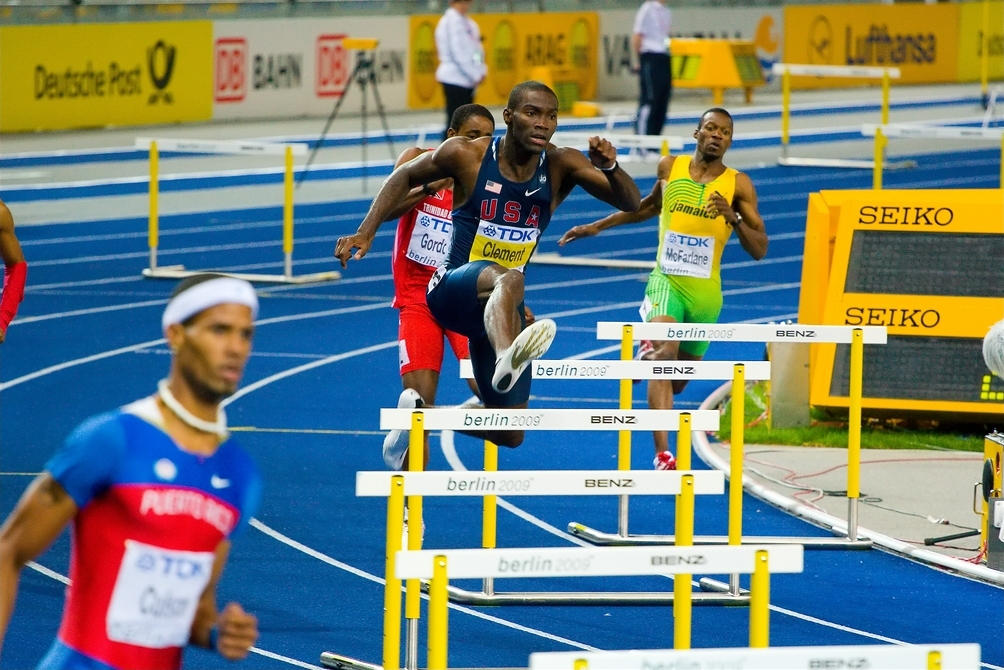
Kerron Clement corriendo los 400 m vallas en Berlín, 2009 (en el centro).

Para obtener una técnica óptima de vallas, primero hay que aprender las técnicas de carrera adecuadas. Es importante que el corredor se mantenga en la punta de los pies durante toda la carrera. De este modo se consigue un movimiento fluido entre cada etapa de la carrera.
Hay una técnica que es deseable para lograr una acción de carrera eficiente durante la misma. Muchos corredores se basan principalmente en la velocidad bruta, pero una técnica adecuada y unos pasos bien planificados hacia y entre cada valla pueden permitir a un vallista eficiente dejar atrás a rivales más rápidos.  Por lo general, el vallista eficiente gasta la mínima cantidad de tiempo y energía pasando verticalmente por encima de la valla, logrando así la máxima velocidad en la dirección horizontal de la carrera hacia abajo de la pista.
Al acercarse a la primera valla, los atletas intentan evitar el paso tartamudo (término utilizado para referirse a la reducción de la longitud de la zancada antes de alcanzar una valla).  Esto corta el impulso del corredor y cuesta un tiempo valioso. Los atletas atacan la valla lanzándose hacia ella a 1,8 metros de distancia (dependiendo de la velocidad de cierre del corredor); la pierna de delante está extendida pero ligeramente doblada (porque una pierna recta hace que se tarde más tiempo en superar la valla), de modo que el talón apenas alcanza la altura de la barrera. Después del lanzamiento, la pierna de arrastre está metida horizontalmente y plana, cerca del lado de la cadera. El objetivo es minimizar la desviación del centro de gravedad con respecto al sprint normal y reducir el tiempo de vuelo en el aire.
Para poder saltar la valla correctamente y no simplemente saltar por encima, el corredor debe ajustar sus caderas para elevarlas por encima de las vallas.  Esto implica el uso correcto de las posiciones de la pierna de cabeza, la pierna de arrastre y los brazos. La pierna adelantada es la que pasa primero por encima de la valla y debe permanecer bastante recta. Al cruzar la barrera, la pierna de cabeza del corredor baja rápidamente y aterriza aproximadamente 1 metro (3,3 pies) más allá de la barrera. La pierna de apoyo sigue a la pierna de cabeza. La pierna de seguimiento se impulsa hacia adelante en la rodilla (no se balancea, ya que el balanceo hace que el tronco se enderece), y tira a través para mantener la longitud de la zancada. Una pierna de apoyo efectiva será paralela a la parte superior de la valla y estará tan cerca de la parte superior de la valla como sea posible. Mientras la pierna de cabeza se eleva sobre la valla, el brazo opuesto debe cruzar el cuerpo paralelo al suelo. Esto ayuda al equilibrio y al ritmo del corredor durante toda la carrera.
En las vallas masculinas, suele ser necesario enderezar la pierna en la parte superior de la trayectoria de vuelo sobre la valla, aunque una flexión parcial de la rodilla consigue un empuje más rápido cuando el atleta toca el suelo. La capacidad de hacer esto depende de la longitud de la pierna del corredor.  En cuanto el pie ha superado la valla, la rodilla vuelve a doblarse para disminuir el efecto de un péndulo largo y lento. En las vallas femeninas, la pierna adelantada suele estar recta y el centro de gravedad no se eleva con respecto a una zancada normal. Otra forma de verlo es el "camino del pie": "el camino más corto hacia arriba y el camino más corto hacia abajo". El brazo opuesto se extiende más hacia delante y el codo se desplaza hacia un lado y luego hacia atrás para dejar espacio a la pierna de arrastre. La pierna de arrastre también lidera con la rodilla, pero el pie y la rodilla están horizontales, metidos lo más posible en la axila.
En cuanto la pierna de cabeza comienza a descender, se ejerce un fuerte empuje hacia abajo para permitir que la rodilla de la pierna de arrastre suba por debajo de la axila y por delante del pecho. Esto permite recuperar parte de la energía gastada en el vuelo. Cuando la pierna de delante toca el suelo, es fundamental que el corredor se mantenga en un sprint. En cuanto la pierna de cabeza toca el suelo, el brazo de la pierna de apoyo impulsa el resto del cuerpo hacia delante.
Una valla moderna se caerá si un corredor la golpea.  No hay penalización por golpear una valla (siempre que no se considere deliberado).  La idea errónea se basa en las antiguas reglas antes de que las vallas fueran ponderadas.  En las Olimpiadas de 1932, Bob Tisdall ganó la medalla de oro olímpica en los 400 metros vallas en tiempo de récord mundial, pero no se le acreditó el récord debido a que golpeó una valla.  Puede haber una descalificación si un vallista derriba una valla en el carril de un oponente y se juzga que ha interferido con la capacidad del oponente para correr la carrera. En la actualidad existen especificaciones sobre el peso de inclinación de una valla (los pesos deben ajustarse para que se correspondan con la altura de la valla), por lo que golpear una valla teóricamente ralentiza el ritmo del vallista.  Sin embargo, empujar la valla con las manos o salirse de su carril como resultado de golpear la valla es causa de descalificación.  Aunque golpear las vallas no se considera generalmente deseable, algunos vallistas de velocidad han tenido éxito a pesar de haber derribado muchas vallas. El contacto con las vallas puede disminuir la velocidad y también provocar una alteración de la técnica del vallista. Algunos entrenadores sugieren que si se "besa" ligeramente la valla con el lado de la pierna más cercano a la valla, puede ayudar a la velocidad del corredor al mantenerlo más cerca del suelo.

## Hitos en la competencia de 110 m vallas
- Primer récord mundial oficial IAAF: 15.0 segundos, Forrest Smithson (USA), 1908.
- Primero en bajar la marca de 15 segundos: 14.8 segundos, Earl Thomson (CAN), 1920.
- Primero en bajar la marca de 14 segundos: 13.7 segundos, Forrest Towns (USA), 1936.
- Primero en bajar la marca de 13.5 segundos: 13.4 segundos, Jack Davis (USA), 1956.
- Primero en bajar la marca de 13 segundos: 12.93 segundos, Renaldo Nehemiah (USA), 1981.
- Primero en bajar la marca de 12.9 segundos: 12.88 segundos, Liu Xiang (CHN), 2006.